# La Savoie
Die La Savoie war ein 1901 in Dienst gestellter Transatlantik-Passagierdampfer der französischen Reederei Compagnie Générale Transatlantique (CGT). Sie und ihr Schwesterschiff La Lorraine waren die ersten Schiffe der CGT mit einem Rauminhalt von über 10.000 Bruttoregistertonnen und die größten Schiffe unter französischer Flagge in den ersten Jahren des 20. Jahrhunderts. In ihren 21 Jahren im nordatlantischen Passagierverkehr (die Kriegsjahre nicht mitgerechnet) machte die La Savoie 446 Überfahrten, beförderte 275.000 Passagiere und legte 1.382.000 Meilen zurück.

## Geschichte
Das Dampfschiff La Savoie wurde auf der Werft Chantier et Ateliers de Saint-Nazaire in Saint-Nazaire gebaut und lief am 31. März 1900 vom Stapel. Das 171,63 Meter lange und 18,29 Meter breite Schiff wurde von zwei vierzylindrigen Dreifachexpansions-Dampfmaschinen angetrieben, die 22.000 PS (ca. 16.200 kW) leisteten und eine Höchstgeschwindigkeit von 21,5 kn (40 km/h)  ermöglichten. Die vorgesehene durchschnittliche Reisegeschwindigkeit lag aber bei 20 kn (37 km/h). Der Dampfer konnte 437 Passagiere in der Ersten Klasse, 118 in der Zweiten Klasse und 398 in der Dritten Klasse befördern.
Die La Savoie hatte ein baugleiches Schwesterschiff, die La Lorraine (ebenfalls 11.168 BRT), die ein halbes Jahr vor ihr bei derselben Werft vom Stapel gelaufen war. Die beiden Schiffe hatten zwei Masten, zwei rot-schwarze Schornsteine und zwei Propeller und waren die ersten Überseedampfer der CGT-Flotte mit einer Tonnage von über 10.000 BRT. Sie wurden an Größe erst von der 1906 in Dienst gestellten La Provence (13.752 BRT) übertroffen. Die beiden schnellen und luxuriösen Ozeandampfer wurden für die Beförderung von Passagieren und Post von Le Havre über den Nordatlantik nach New York gebaut.
Am 31. August 1901 lief die La Savoie in Le Havre zu ihrer Jungfernfahrt nach New York aus, für die sie sechs Tage und elf Stunden benötigte. Die Rückfahrt nach Le Havre legte sie innerhalb von sechs Tagen, 13 Stunden und zwei Minuten zurück. Im Januar 1902 wurde sie mitten auf dem Atlantischen Ozean in einem Sturm von einer enormen Monsterwelle getroffen, die einen der Schornsteine und Teile der Decksaufbauten schwer beschädigte. Im März 1905 wurde sie mit drahtloser Funktechnik ausgerüstet. Am 17. August 1905 brach auf dem Weg nach New York an zwei Stellen das Lager der Backbord-Antriebswelle. Das Schiff schaffte es aus eigener Kraft bei einer Geschwindigkeit von 14 Knoten in den New Yorker Hafen. Die Reparaturen wurden bei Newport News Shipbuilding in Newport News (Virginia) durchgeführt. In den folgenden Jahren kam es noch mehrmals zu derartigen technischen Zwischenfällen.
Am 24. Juni 1911 nahm das Schiff an der Coronation Fleet Review anlässlich der Krönung des britischen Königs Georg V. in Spithead teil. Am 18. Juli 1914 lief die La Savoie zu ihrer letzten Fahrt in Friedenszeiten aus.
Als bewaffneter Hilfskreuzer diente der ehemalige Passagierdampfer hauptsächlich für Patrouillen- und Truppenfahrten, bis er im Januar 1915 der französischen Mittelmeerflotte zugeteilt wurde. Er landete Truppenteile bei den Dardanellen und im östlichen Mittelmeerraum, wobei er einmal von türkischen Küstengeschützen beschädigt wurde. Anfang des Jahres 1916 beteiligten sich die La Savoie und die La Lorraine am Transport serbischer Streitkräfte von Korfu nach Thessaloniki. Im Mai 1917 brachte die La Savoie amerikanische Truppen nach Frankreich.
Am 26. April 1919 nahm die La Savoie ihren Passagier- und Postverkehr auf der Transatlantikroute von Le Havre nach New York wieder auf. Im März 1923 wurden die Fahrgastunterkünfte modernisiert, sodass von da an Platz für 430 Passagiere der Kabinenklasse und 613 der Dritten Klasse war. Am 25. September 1927 legte die La Savoie nach 26 Dienstjahren zum letzten Mal von Le Havre nach New York ab. Am 25. November 1927 dampfte sie von Le Havre nach Dünkirchen, wo sie 1928 abgewrackt wurde.